# 沙瓦
沙瓦一詞源自日文（サワー），該日文又源自英文（sour，酸味酒），原意指酸味的東西，是指一種含酒精低、以蒸餾酒、帶酸味的柑橘類果汁、甜味的糖漿等混合而成的飲料，也是原始雞尾酒的一類。
在日本，沙瓦指的是將蒸餾酒與果汁以蘇打水稀釋而成的雞尾酒。美國通常不加蘇打水稀釋，歐洲原則上與美國相同，但也有加蘇打水稀釋的。

## 種類

#### 琴沙瓦
琴沙瓦是一種傳統的混合雞尾酒，早於美國的禁酒令。它是琴酒、檸檬汁和糖的簡單組合。向其中加入蘇打水可將其變成金菲士。
它在 1940 年代很流行，凱文·斯塔爾（Kevin Starr）將其包含在「一系列現在看來早已過氣，卻讓人回味起另一個時代的飲料」中（琴沙瓦、威士忌沙瓦、琴瑞奇，湯姆可林斯、紅粉佳人、古典）。

#### 皮斯可沙瓦
經典的皮斯可沙瓦配方包含皮斯可（通常是來自秘魯的未陳年葡萄白蘭地）、萊姆汁、檸檬汁、醣漿、蛋清和苦精。將其搖勻、過濾並直接放入雞尾酒杯中飲用，然後飾以苦精（可使用肉桂）。上酒前搖晃時加入蛋清會產生泡沫蓋。雖然皮斯可沙瓦默認使用萊姆調味，但皮斯可白蘭地與其他水果混合可製成芒果沙瓦、百香果沙瓦、山欖沙瓦等。秘魯在二月中旬有全國皮斯可沙瓦日（持續一個週末），智利在五月中旬有皮斯可日。

#### 朗姆沙瓦
基本的黛綺麗，有時也稱為黛綺麗沙瓦，由朗姆酒、酸橙汁和單純的糖漿製成。關於這種飲料起源的一種說法是，經營於一小村莊「德貴麗」（英語：Daiquirí）礦場的總經理一天晚上在為客人調製琴沙瓦時用光了琴酒，轉而使用朗姆酒。這種朗姆酒被稱為黛綺麗。但是，存在更早的朗姆沙瓦配方，例如1887年傑瑞·湯瑪斯的配方。

#### 威士忌沙瓦
威士忌沙瓦是一種混合飲料，含有波本威士忌、檸檬汁、糖，以及可選的少許蛋清，使其成為波士頓沙瓦。可將其搖勻後直飲或加冰飲用。傳統的裝飾物是橙子片和一顆馬拉斯奇諾櫻桃。若加入波爾多紅酒使其漂浮於上層，就稱為紐約沙瓦。
威士忌沙瓦的另一個知名變種是「第八區」，它通常使用波本或黑麥威士忌、檸檬汁、柳橙汁以及作為甜味劑的紅石榴糖漿製作。在其他威士忌沙瓦中使用的蛋清通常不在該變體使用。